# Schreibtelegraf

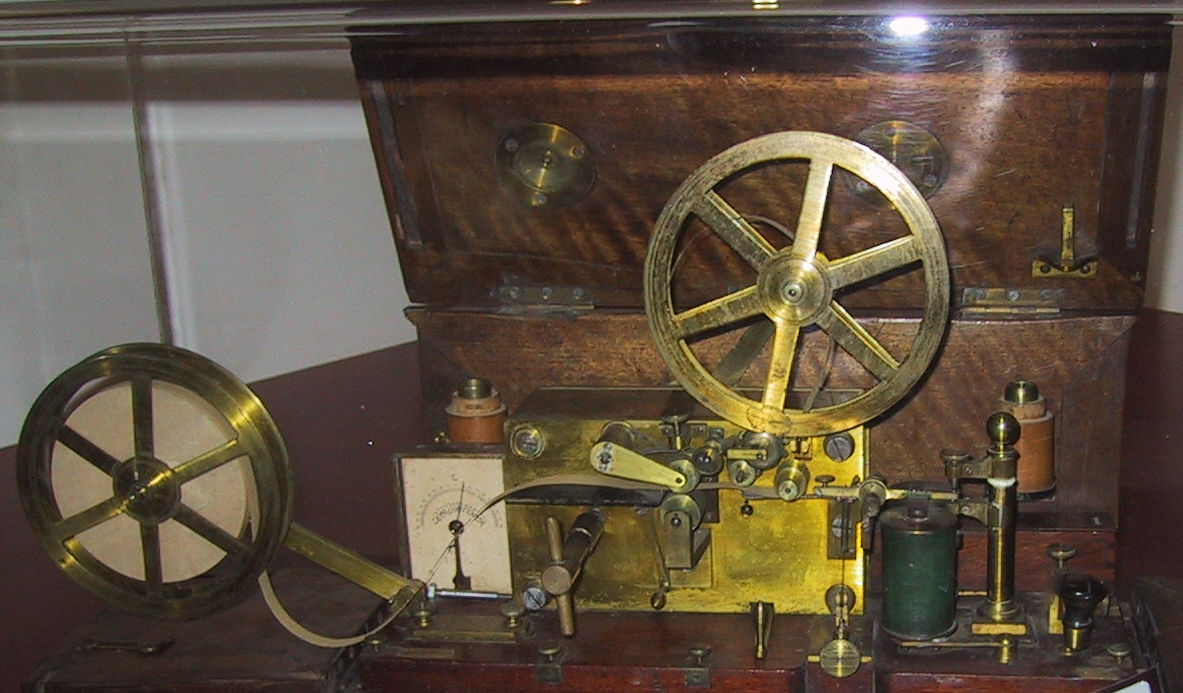
Schreibtelegraf nach Morse (um 1880)

Ein Schreibtelegraf,  auch als Morseschreiber oder Morseapparat nach Samuel Morse (1791–1872) benannt, ist ein Telegrafengerät, welches einen Schreibvorgang nachbildet. Dazu wird ein Stift, Rad oder eine Schreibspirale mit Tinte über Papier geführt. Üblicherweise wird dabei ein Papierstreifen unter dem Schreibgerät bewegt. Im einfachsten Fall schreibt der Schreibtelegraf dabei einen technischen Code auf (siehe auch: Morsecode).
Der erste brauchbare Schreibtelegraf wurde 1836 von Carl August von Steinheil vorgestellt. Der Morseapparat fand weltweite Verbreitung. Die Patenterteilung durch das United States Patent and Trademark Office erfolgte am 20. Juni 1840.

## Geschichte

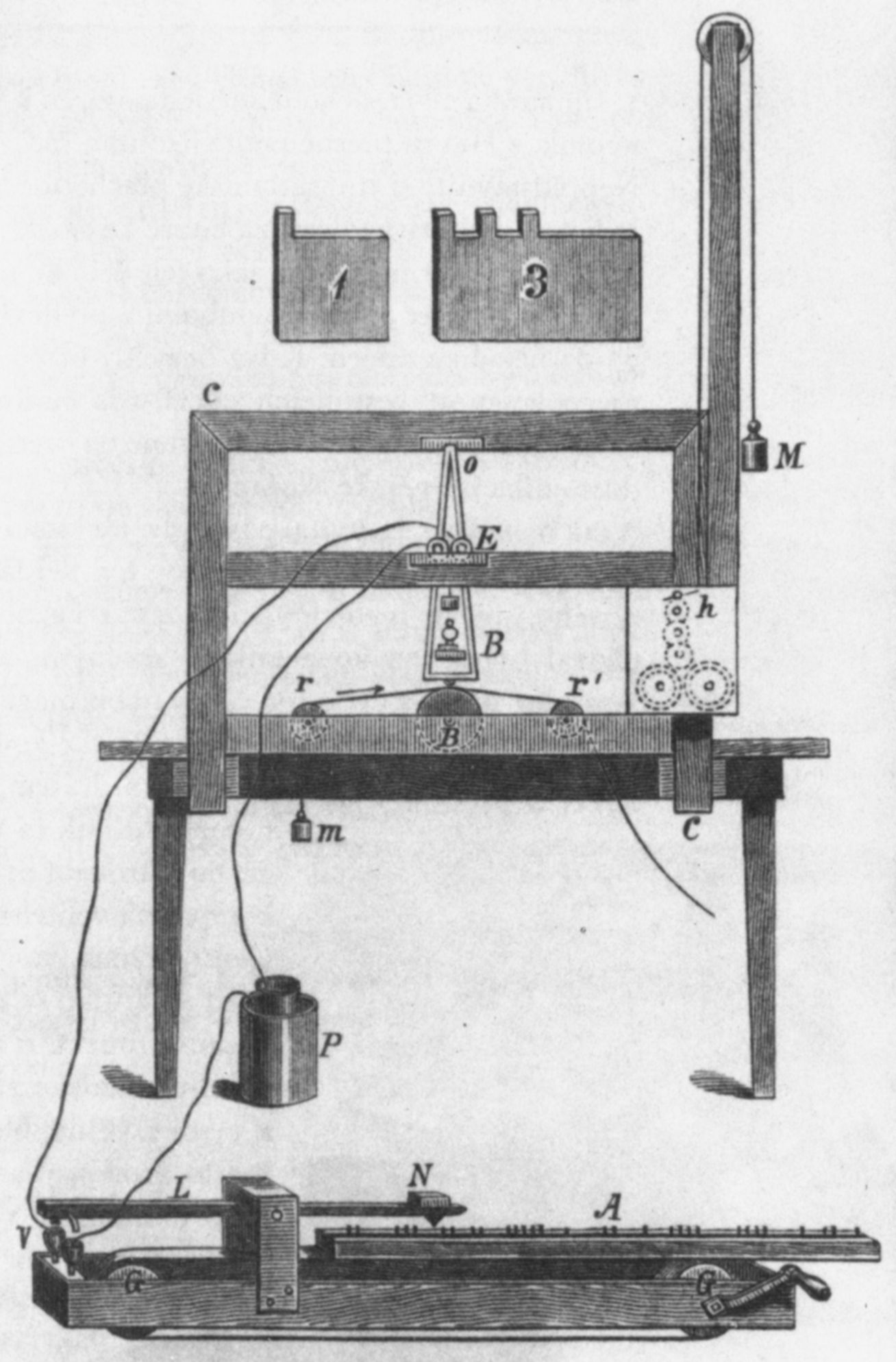
Die erste Form seines Schreibtelegrafen („Morse-Apparats“) hatte Morse, als Maler, aus einer Staffelei hergestellt (1837)

Im Jahr 1837 erfand Morse einen elektromagnetischen Schreibtelegrafen (Bild). Zur Kodierung der zu übertragenden Information wies er den Wörtern aus einem englischen Wörterbuch Zahlen zu. Er stellte also eine durchnummerierte Wörterliste auf, ähnlich wie bei einem Codebuch. Um im Bedarfsfall auch Wörter bilden zu können, die im Wörterbuch fehlten, ergänzte er weitere Zahlen und wies ihnen die einzelnen Buchstaben des Alphabets zu. 
Der Absender hatte für jedes Wort des Textes, den er senden wollte, die entsprechende Zahl im Buch nachzuschlagen. Über die Telegrafenlinie wurden diese dann ziffernweise (1, 2, …, 9, 0) übertragen. Der Empfänger der Ziffernfolge bildete daraus wieder die Zahlen und konnte damit anschließend in seinem Buch die ursprünglichen Wörter oder Buchstaben finden.
Zur Übertragung der einzelnen Ziffern wählte Morse einen Code, bei dem den Ziffern 1 bis 5 jeweils ein bis fünf kurze Stromstöße („Punkte“) zugeordnet waren. Für die restlichen Ziffern 6 bis 0 entschied er, nicht mehr als fünf Punkte zu nehmen, also beispielsweise sechs bis zehn, sondern ihnen wieder ein bis fünf kurze Stromstöße zuzuordnen, denen jedoch zur Unterscheidbarkeit eine längere Pause folgte.
Der ursprüngliche Code von Samuel Morse bestand also nur aus den zehn Ziffern, die durch Stromstöße sowie durch kurze und lange Pausen kodiert waren. Symbolisiert man einen Stromstoß durch einen Punkt ( · ), eine kurze Pause durch ein Gatter ( # ) und eine lange Pause durch zwei Gatter ( ## ), dann ergibt sich die folgende Zuordnung:
```
1 ·#
2 ··#
3 ···#
4 ····#
5 ·····#
6 ·##
7 ··##
8 ···##
9 ····##
0 ·····##
```

Anders als bei dem uns heute geläufigen internationalen Code, der seinen Namen trägt, gab es bei seinem ursprünglichen Code noch keine langen Stromstöße („Striche“). Dafür gab es unterschiedlich lange Pausen als Teil der Zeichen. Letzteres erwies sich als verwechslungsträchtig und fehleranfällig. Zudem konnten Texte nicht direkt beim Empfang interpretiert werden, sondern jedes einzelne Wort musste über eine Zahl in einem Buch nachgeschlagen werden. Mit anderen Worten: Das Verfahren war umständlich und wenig praktikabel.
Das änderte sich mit seinem neuen Apparat und der Entwicklung eines deutlich verbesserten Codes durch Morses Mitarbeiter Alfred Vail (1807–1859). Dieser erkannte die Nachteile von Morses Methode und entwickelte ab 1838 einen neuen Code, der nicht den Umweg über Ziffern benötigte, sondern direkt auf der Kodierung einzelner Buchstaben basierte. Anders als bei Morses ursprünglichem Code, nutzte Vail Stromstöße von unterschiedlichen Längen. Er führte somit sozusagen die „Striche“ ( – ) ein und bildete damit den Amerikanischen Morsecode, eine Vorform des späteren Morsecodes.

## Funktionsweise

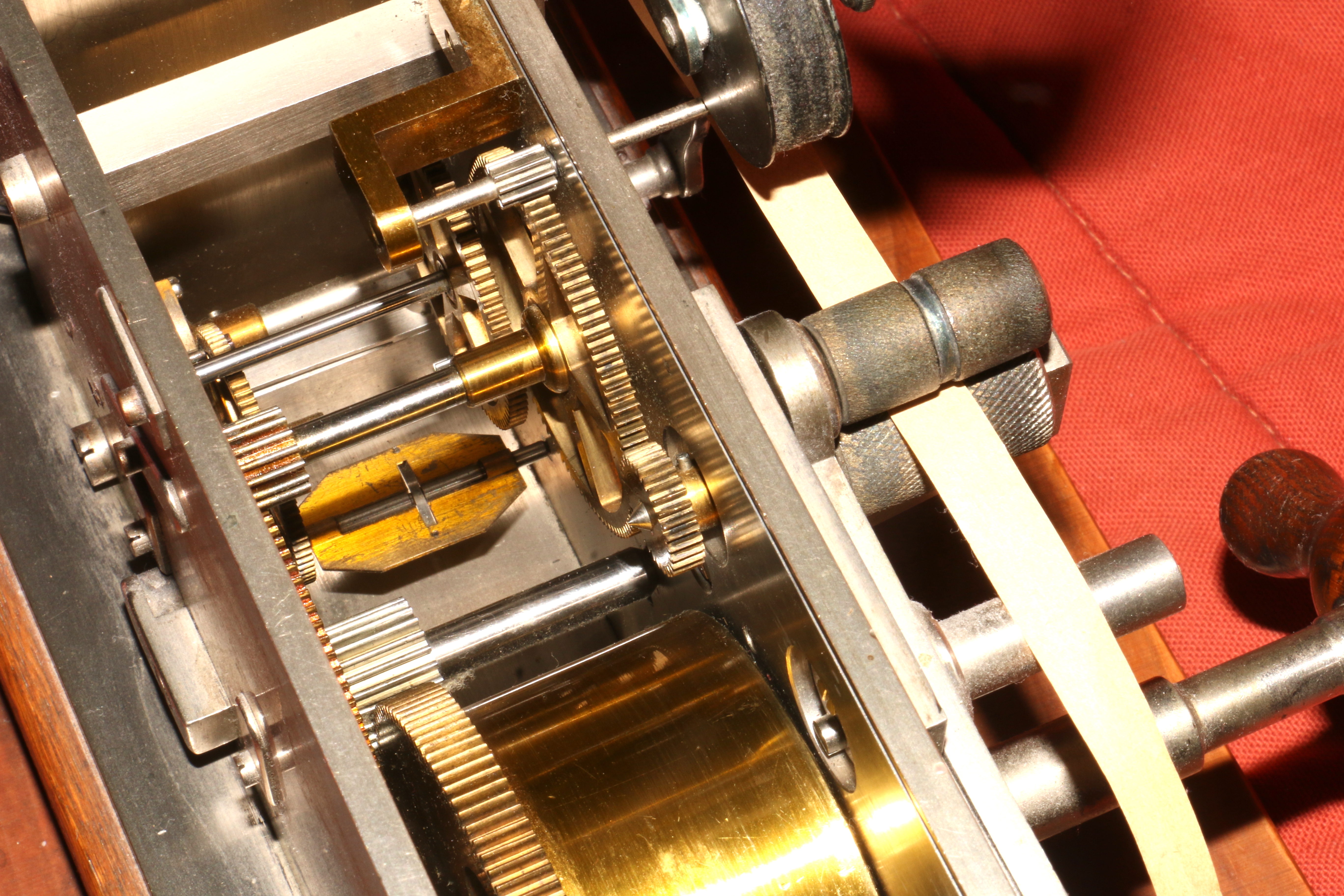
Mechanismus im Innern eines Schreibtelegrafen

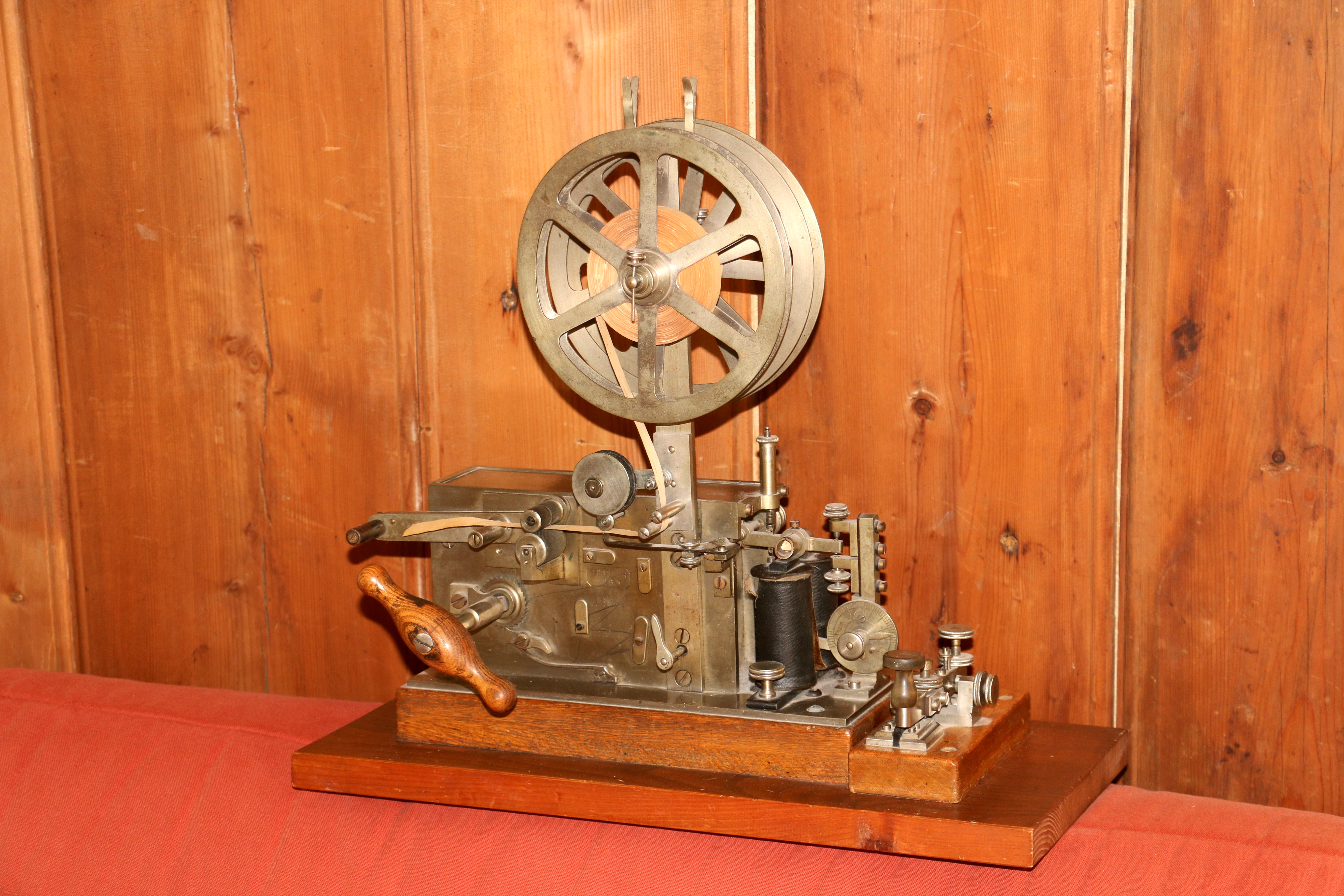
Diese Schreibtelegrafen von G. Hasler waren bei der Gotthardbahn im Einsatz

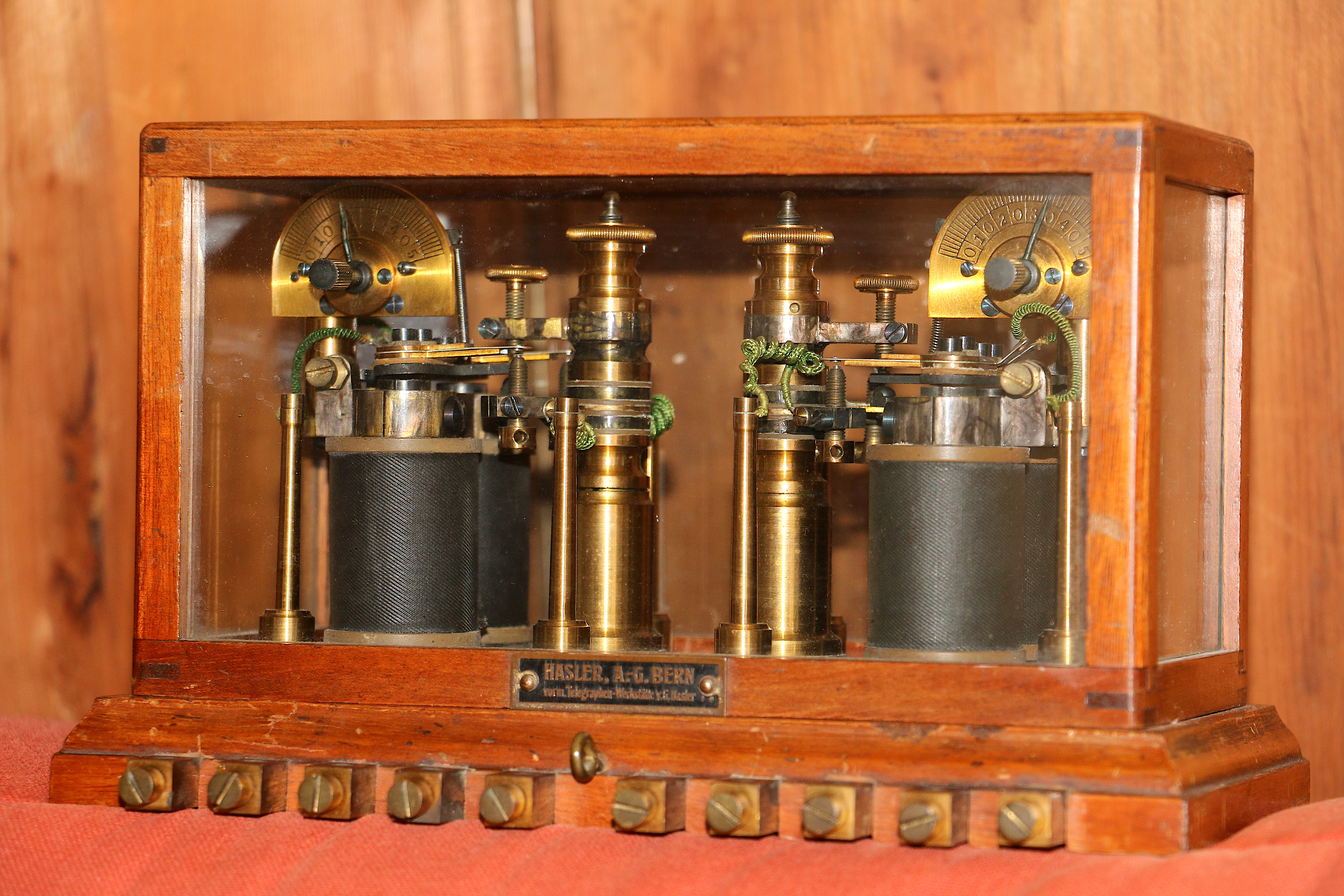
Telegrafen-Relais von G. Hasler. Diese Relais wurden für das Schreibtelegrafen-Netzwerk der Gotthardbahn um 1900 eingesetzt.

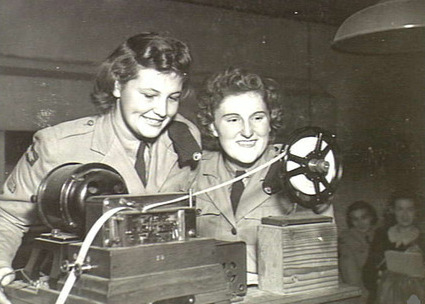
Schreibtelegraf im Zweiten Weltkrieg

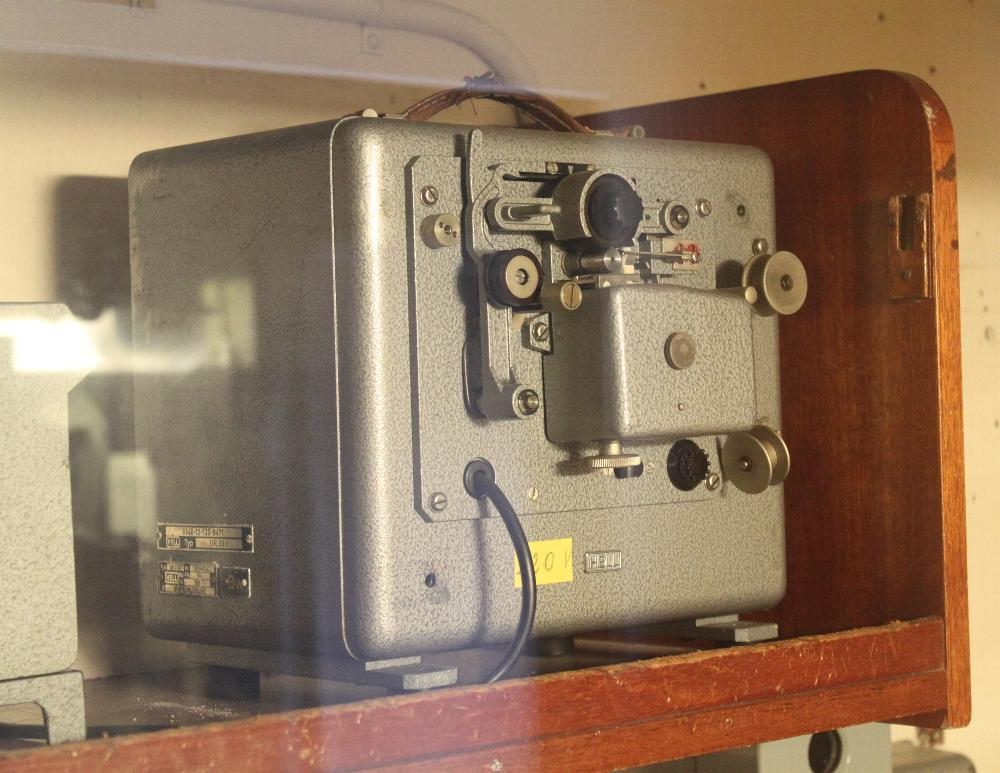
Hell Morseübungsschreiber, ca. 1960

Der Morseapparat besteht aus einem Elektromagneten mit beweglichem Anker, dessen Hebel auf einem durch ein Uhrwerk vorübergeführten Papierstreifen Punkte und Striche erzeugt. In den Reliefschreibern geschah dies durch einen an dem freien Ende des Ankerhebels befestigten stählernen Stift, welcher, sobald der Anker von dem Elektromagnet angezogen wurde, sich gegen den zwischen zwei Walzen des Laufwerkes durchgezogenen Papierstreifen anlegte und in demselben kürzere oder längere Eindrücke hinterließ, je nachdem, ob die zum Schließen des Stromkreises dienende Taste nur einen Augenblick oder längere Zeit niedergedrückt wurde.
Seit Ende des 19. Jahrhunderts finden die Morseapparate vorzugsweise als Farbschreiber Verwendung, in welchen die Hebelbewegung des Ankers benutzt wird, um den Papierstreifen gegen ein Farbrädchen oder umgekehrt ein Farbrädchen gegen den Papierstreifen anzudrücken. Als Erfinder werden Matthäus Hipp und Gustav Adolf Hasler genannt.
Um größere Distanzen zwischen Telegrafen zu überbrücken, wurden Telegrafen-Relais eingesetzt.